# Universidad Autónoma de Campeche
La Universidad Autónoma de Campeche (UACAM) es una universidad pública de México, se fundó el 7 de agosto de 1965, momento en que se llamaba Universidad del Sudeste. El 20 de octubre de 1989 cambio al actual nombre.,.

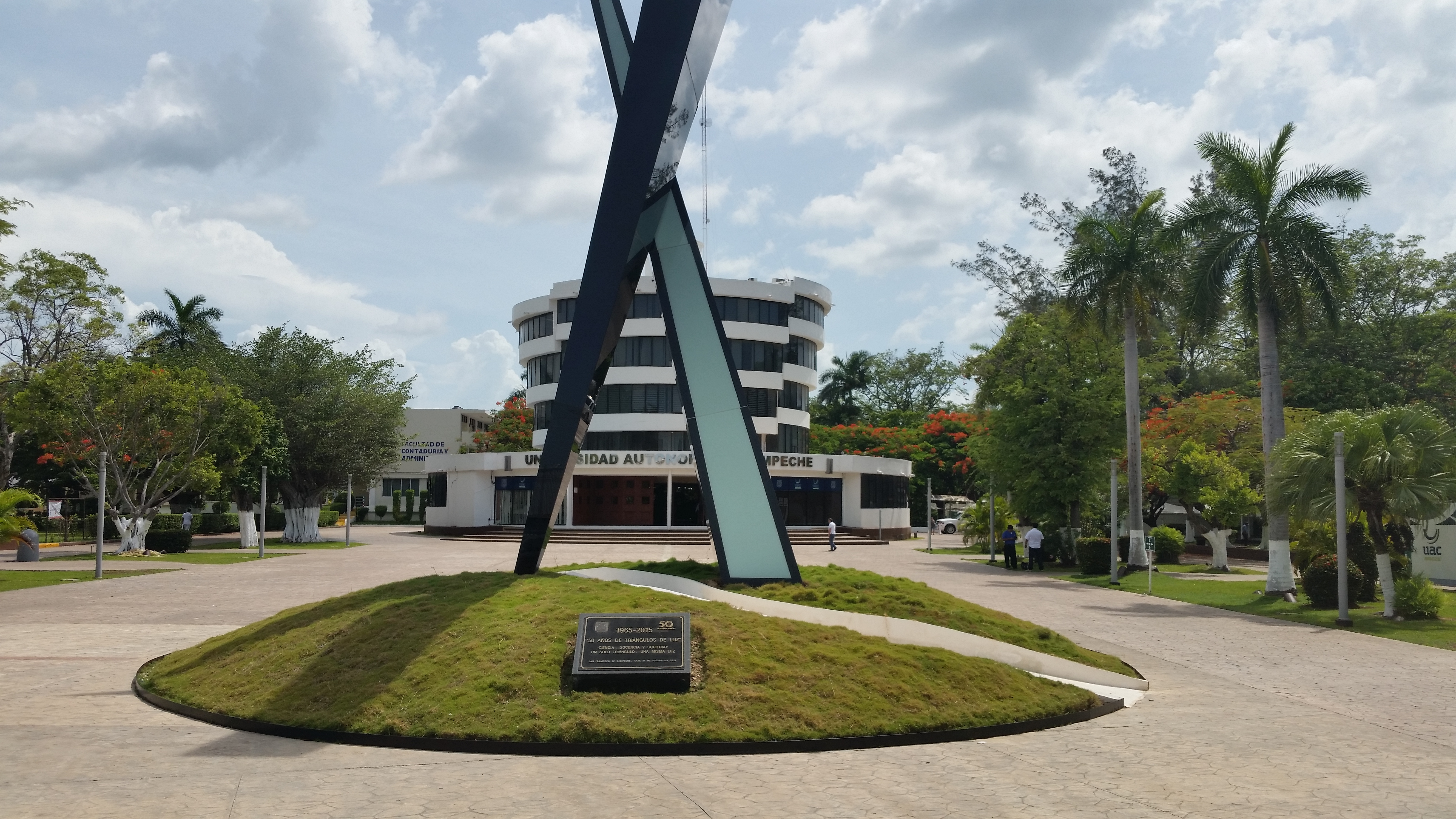
Monumento conmemorativo 50 aniversario

## Personalidad y fines

### Personalidad
Por mandato de la Ley Orgánica de la Universidad Autónoma de Campeche (LOUAC) en su artículo primero su personalidad es una corporación pública con gobierno propio:
La Universidad Autónoma de Campeche es una corporación pública, con gobierno propio y patrimonio libremente administrado, dotada de plena capacidad jurídica y que tiene por fines impartir educación media superior y superior para formar profesionales, investigadores, profesores universitarios y técnicos útiles a la sociedad; planear y realizar investigaciones principalmente acerca de las condiciones y problemas estatales, y extender con la mayor amplitud posible los beneficios de la cultura, especialmente la ciencia, el arte y la técnica. La Universidad tiene autonomía para ejercer las funciones de docencia, investigación y difusión de la cultura; para darse sus propios ordenamientos y organizar su funcionamiento como lo estime conveniente y para utilizar y aplicar libremente sus recursos económicos.

### Fines
La finalidad de la UAC se expresa tanto en el artículo tercero como el primero del solo en el primero que lo pone como propósitos de la Universidad he aquí el texto del art. 3:
El propósito esencial de la Universidad será estar íntegramente al servicio de la comunidad, de acuerdo con un sentido ético y de servicio social, superando constantemente cualquier interés individual.

## Gobierno
El gobierno de la Universidad se compone de:
- El Consejo Universitario
- El Rector
- El Patronato
- Los Directores de facultades, escuelas, institutos, centros y dependencias administrativas
- Los Consejos Técnicos de las facultades y escuelas
- El Tribunal de Honor
- Y cualquier otra persona influyente, principalmente políticos o cualquier otro.

### El Consejo Universitario
El Consejo Universitario es el órgano gubernamental máximo de la universidad

#### Miembros
- El Rector de la Universidad, quien es su Presidente,
- El Secretario General, quien es su Secretario
- Dos miembros del Patronato
- Los Directores de facultades, escuelas y áreas administrativas
- Un representante de los Consejos Técnicos
- Un representante profesor y un representante alumno de cada una de las facultades y escuelas
- Un representante de los empleados de la Universidad

Con lo cual son 53 concejales aproximadamente

#### La elección de los miembros del CU
Todos son elegidos por las Facultades, Escuelas, y los empleados de la UAC solo el Rector y el Secretario General no.
- Los Representantes alumnos son elegidos cada 2 años y se debe ser mayor de edad para ser votado
- Los Representantes Profesores son elegidos cada 3 años
- Los Representantes Empleados son elegidos cada 3 años

### El rector de la UAC
El Rector es el representante legal de la Universidad y su máxima autoridad.
El cargo actual está ocupado por el Dr. José Alberto Abud Flores.

#### Funciones
- Tener la representación legal de la Universidad
- Convocar al Consejo Universitario y presidirlo
- Ejecutar los acuerdos que emanen del Consejo Universitario
- Ejercer el veto en contra de las resoluciones del Consejo Universitario, en la forma en que se determina en el artículo 35 de la LOUAC

#### Requisitos para ser rector
Se necesita:
- Ser ciudadano campechano, nativo del territorio del Estado
- Tener, al día de la elección, más de treinta y cinco años de edad y menos de setenta años;
- Poseer un grado universitario superior al de bachiller, con título legalmente registrado; y
- Gozar de estimación general como persona honorable y prudente.

El Rector de la Universidad se elige mediante Sufragio directo por los miembros del Consejo Universitario

### El patronato
El patronato es el órgano que administra el patrimonio de la universidad, está compuesto por cinco miembros.

## Organización

### Bachillerato
- Escuela Preparatoria "Lic. Ermilo Sandoval Campos"
- Escuela Preparatoria "Dr. Nazario Víctor Montejo Godoy"

### Facultades
- Facultad de Derecho
- Facultad de Contaduría y Administración Facultad de Contaduría y Administración "C.P. Luis Fernando Guerrero Ramos'

- Facultad de Odontología

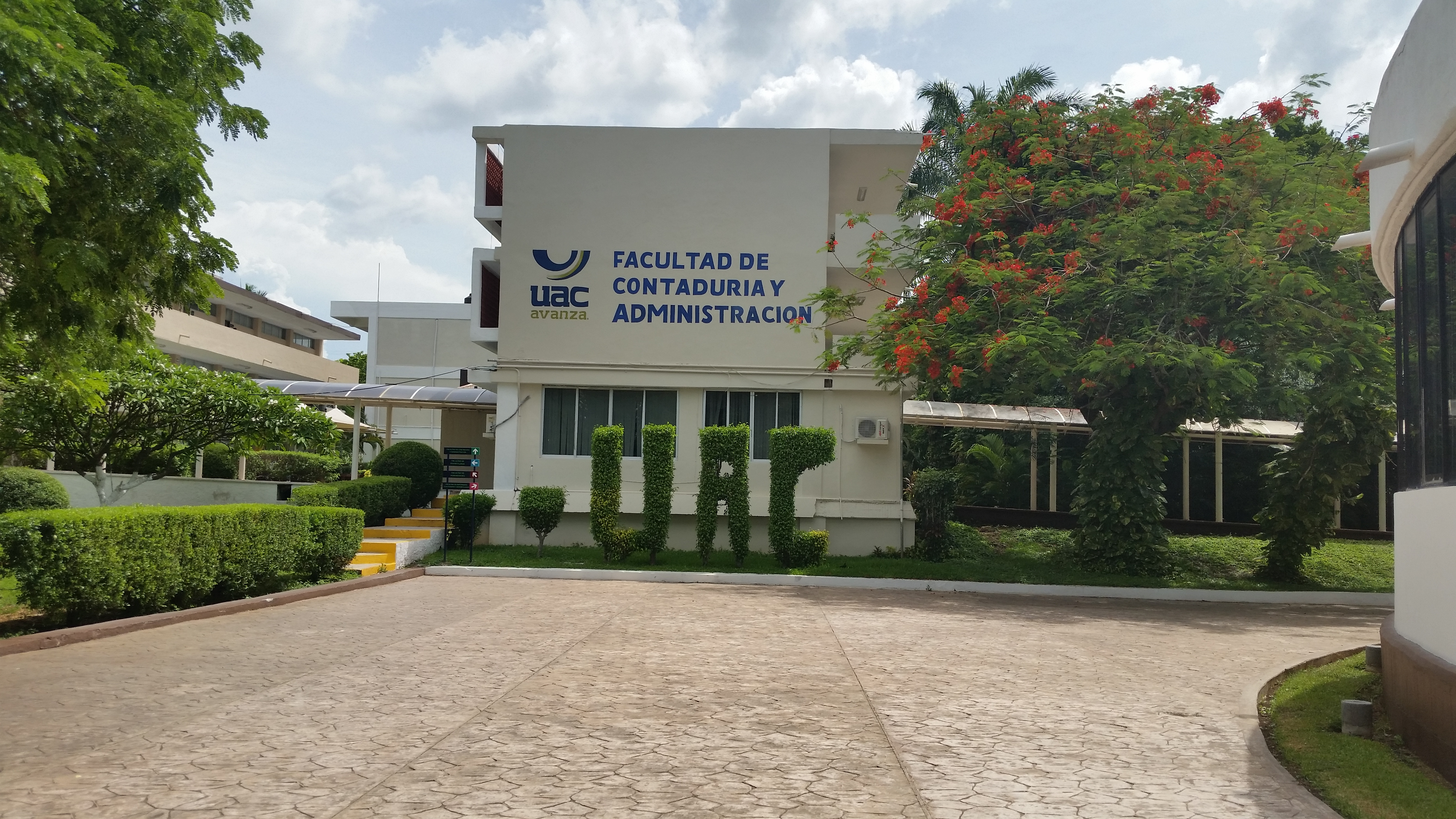
Facultad de Contaduría y Administración "C.P. Luis Fernando Guerrero Ramos'

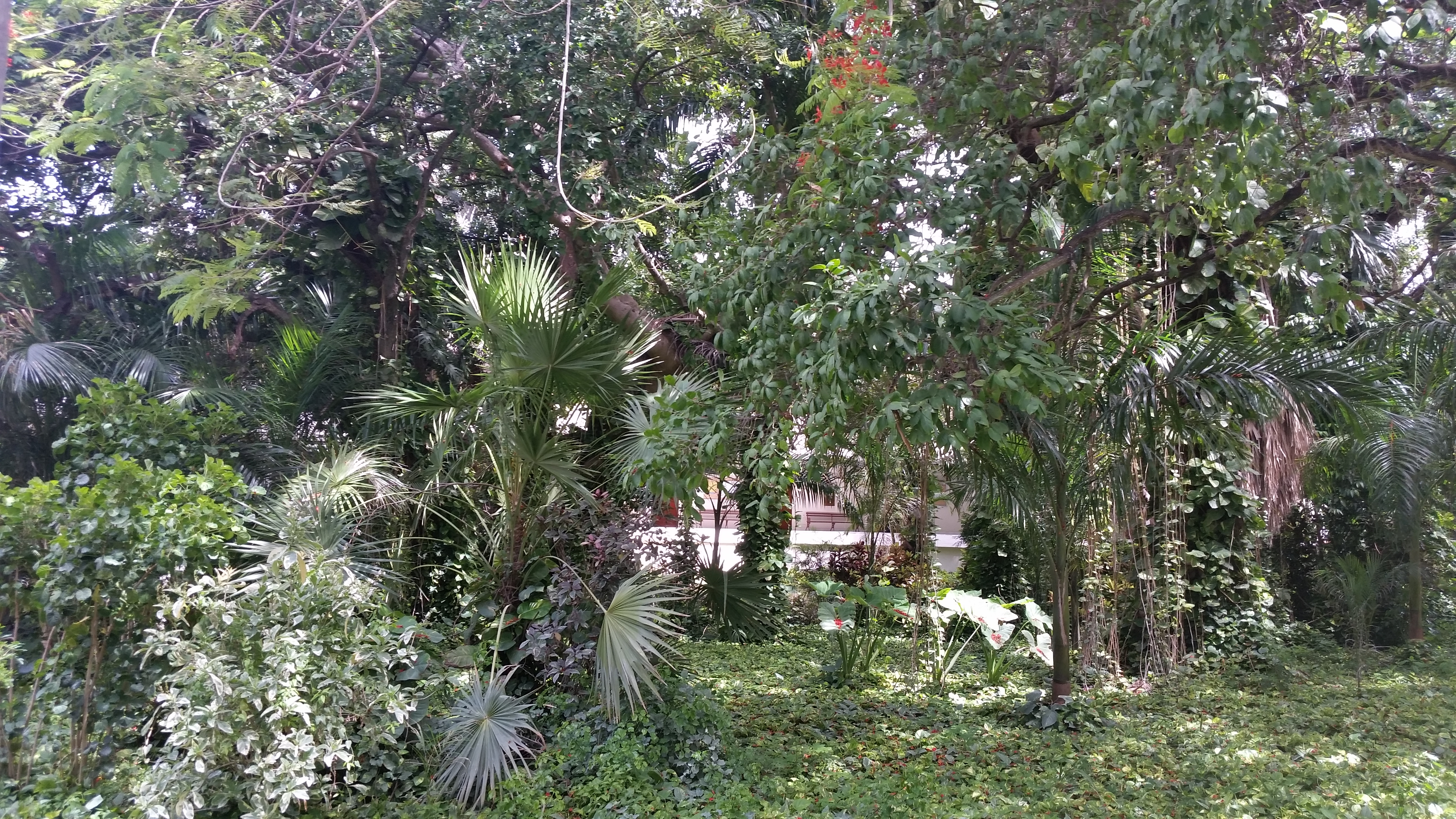
Jardines Universitarios

- Facultad de Ciencias Químico-Biológicas
- Facultad de Ciencias Sociales
- Facultad de Humanidades
- Facultad de Ingeniería

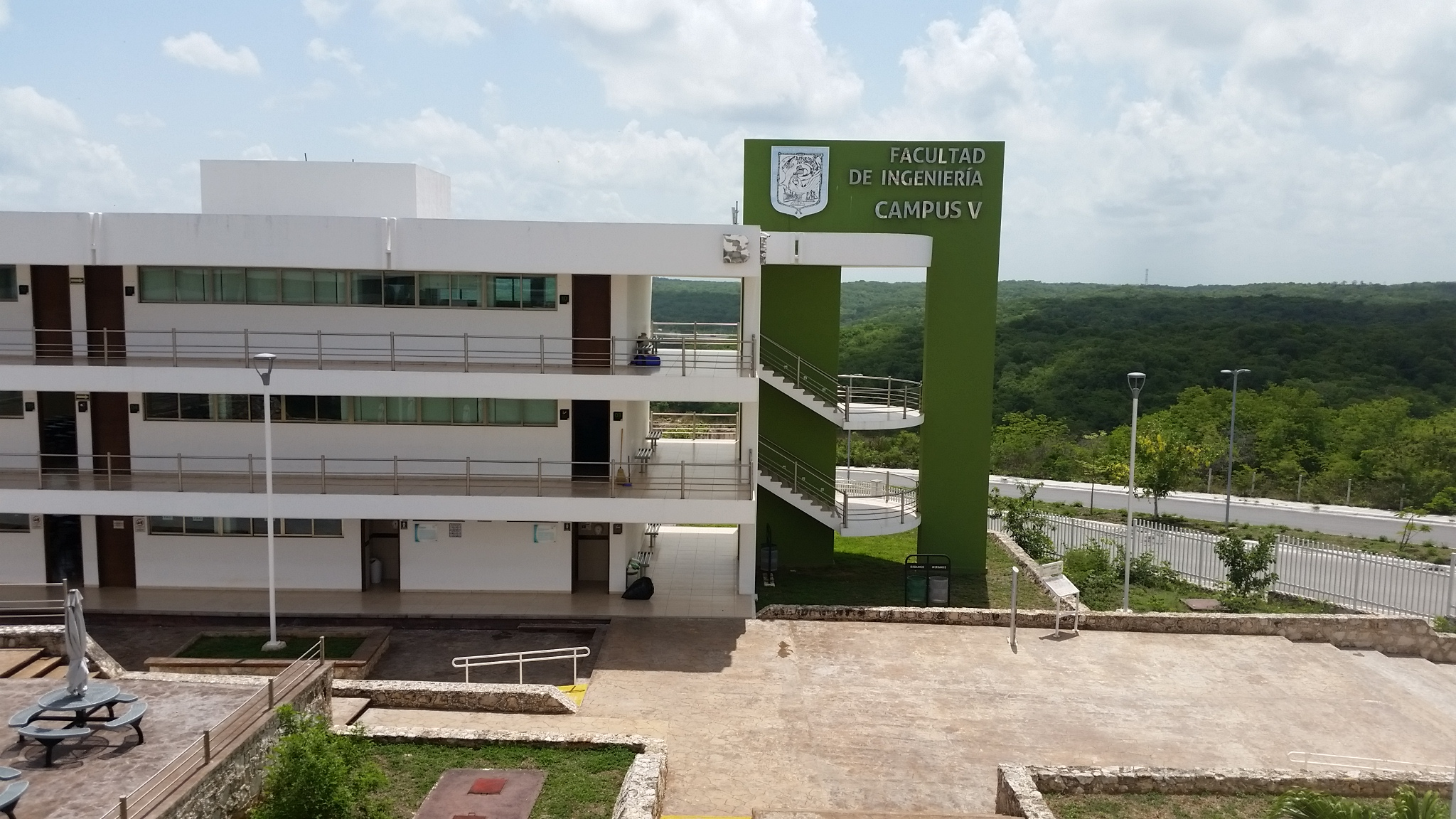
Facultad de Ingeniería Campus V

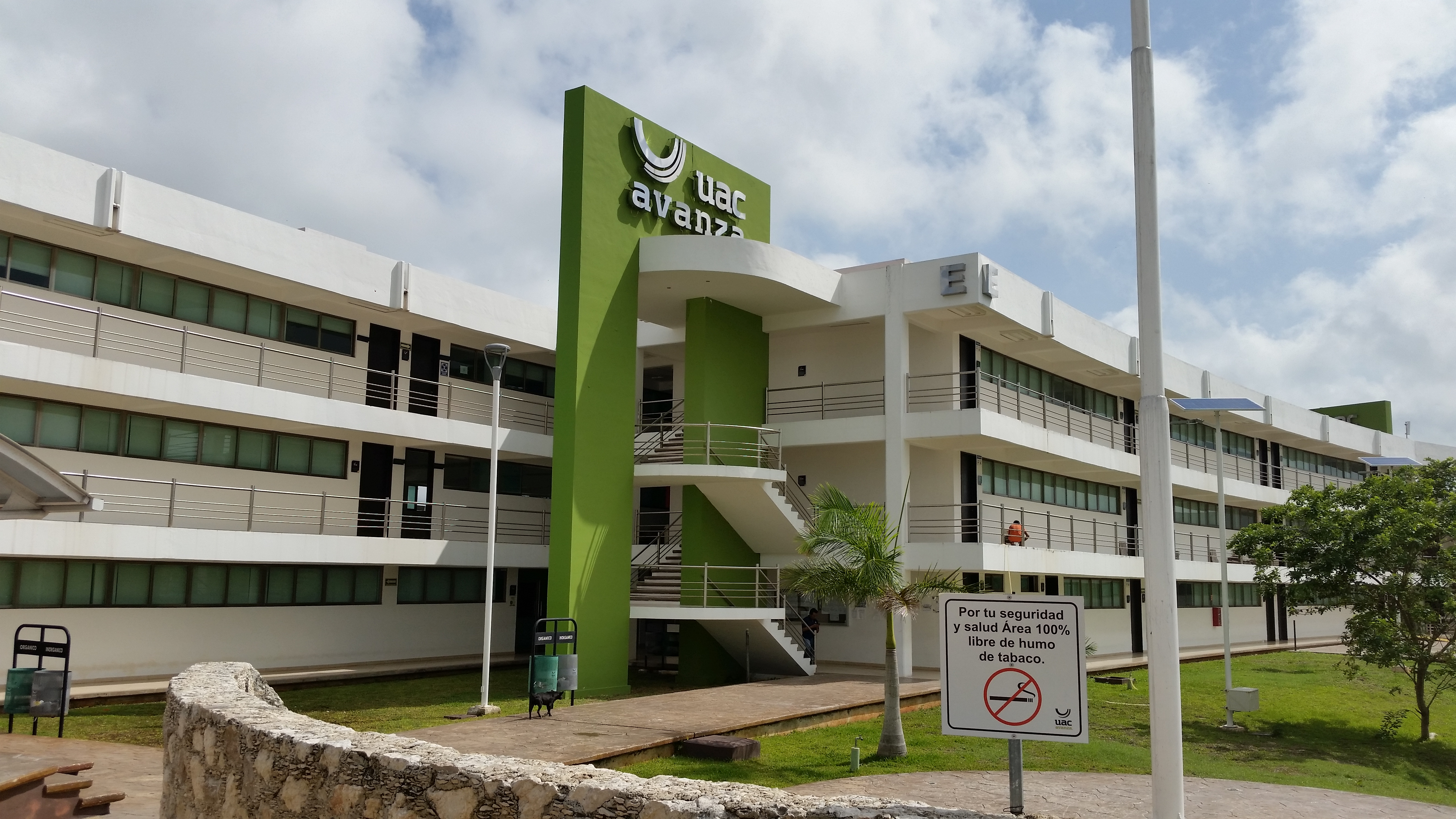
Facultad de Ingeniería Campus V

- Facultad de Medicina    Nevería Universitaria
- Facultad de Enfermería

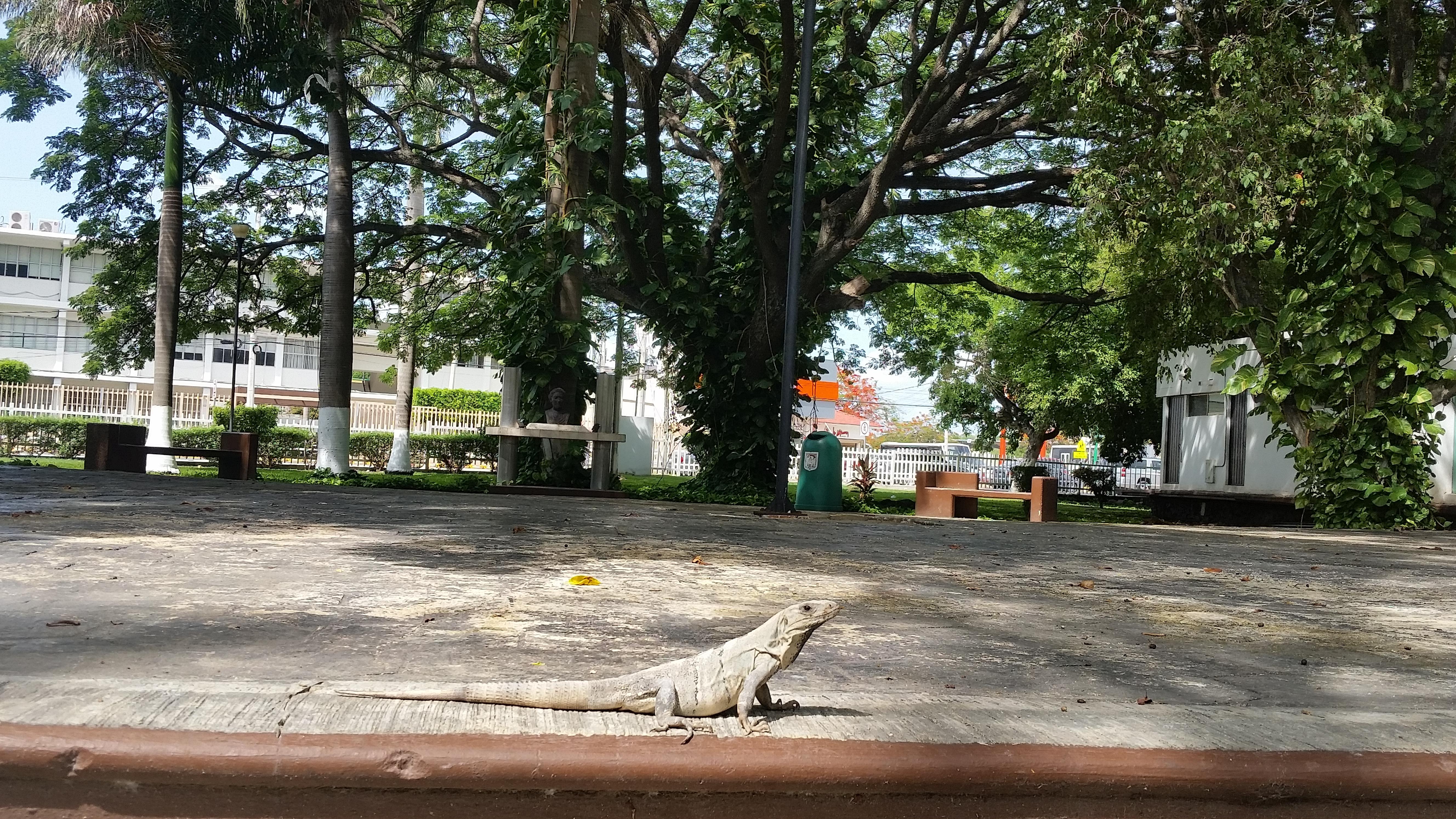
Nevería Universitaria

- Escuela Superior de Ciencias Agropecuarias
- Facultad de Medicina

### Centros de Investigación
- Centro de Investigaciones Históricas y Sociales
- Centro de Estudios de Lenguas Extranjeras
- Centro de Español y Maya
- Centro de Investigaciones Biomédicas
- Centro de Estudios de Desarrollo Sustentable y Aprovechamiento de la Vida Silvestre
- Centro de Investigaciones en Corrosión
- Centro de Investigaciones Jurídicas
- Instituto de Ecología, Pesquería y Oceanografía del Golfo de México
- Departamento de Microbiología Ambiental y Biotecnología (DEMAB)
- Programa Ambiental Institucional "Yum Kaax"

## Los símbolos de la universidad

### Lema universitario
Del Enigma sin Albas
Significa la ignorancia. Es tradición alegórica al referirse a las nebulosas de la mente como una noche sin esperanza, en la que el sujeto de fortuna aciaga no tiene más consuelo que la angustia y la desesperación. La Filosofía explica al ignorante como ciudadano de la duda metafísica, estado mortal del espíritu que se asfixia ante el Universo y se pierde en los abismos de lo insondable.
La Luz
Es la ciencia y es el saber; más de una vez se ha objetivado el despertar superior del hombre, se han dramatizado sus incursiones a lo alto, en función de panaceas lumínicas: la luz es la estrella encendida que mantiene la cortadura del hombre y su pensamiento en las canteras de perenne creación; el hombre alcanza el sentimiento de su naturaleza por la luz interior.
El Triángulo
Es el sendero de la perfección. Las doctrinas psicológicas hacen del alma dialéctica del ser humano una síntesis de inconsciencia, de subconsciencia y de la conciencia, estratos anímicos cuyo desarrollo unilateral produce, a la postre, o anomalías reprensibles o anormalidades degradantes: la coordinación evolutiva de los campos de la psique tiene como resultado el hombre armónico, simbolizado por el triángulo con sus puntas equidistantes. El misticismo asigna al ser racional lo planos corporal, mental y espiritual; y el hombre es hombre, esto es, se perfecciona, en la medida en que esos planos, en sus manifestaciones dirigidas por el individuo, se equilibran dando lugar a una personalidad de magistral mesura y cordial dignidad.
Del Enigma sin Albas, a Triángulos de Luz
Se interpreta, pues, como el destino del hombre que, emergiendo de la ignorancia secular, se remonta a través de un hondo sentido de perfección interna a las alturas del conocimiento.

### Egresados destacados
- Fausta Gantús, historiadora, escritora, poetisa e investigadora
- Laura Baeza, escritora, poeta y editora
- Raúl Pozos Lanz, exsenador y diputado al Congreso de Campeche